# Квинт Делий
Квинт Делий (на латински: Quintus Dellius) e виден римски политик и историк през втората половина на 1 век пр.н.е.
Делий е наречен desultor bellorum civilium от Марк Валерий Месала Корвин, защото сменя през гражданските войни своите привърженици. През 43 пр.н.е. той отива от Публий Корнелий Долабела при Гай Касий Лонгин, от него през 42 пр.н.е. при Марк Антоний и 31 пр.н.е. навреме при Октавиан.
Делий е близък на Антоний повече от десет години и изпълнява за него преди всичко дипломатически задачи. През 41 пр.н.е. той пътува до Александрия, за да преговаря с Клеопатра VII. Тя не го обича, заради доставката му на жени на Антоний.
През 40 (или 39) пр.н.е. той отива в Юдея, за да помогне на Ирод Велики по време на узурпатора Антигонос Хасмоней. През 35 пр.н.е. участва във войната с Партия. През 34 пр.н.е. е в Армения, за да жени 6-годишния син на Антоний и Клеопатра Александър Хелиос с 4-годишната дъщеря на арменския цар Артавазд II.
Делий участва и в последния поход на Антоний против Октавиан. През 31 пр.н.е. той наема помощни войски в Македония и Тракия, но преминава малко преди битката при Акциум към Октавиан, на когото издава важни военни планове на противника. Причината е, че научил от лекар, че Клеопатра иска да го убие. При новия владетел е много ценен. Хораций пише за него една ода.
Делий пише историческа книга за войната с Партия, на която е свидетел, която служи като източник на Плутарх и Страбон.